# عفنة باكستانية
عفنة باكستانية (الاسم العلمي:Mucor pakistanicus) هي نوع من الفطريات تتبع جنس العفنة من الفصيلة العفنية.